# Estação Can Zam
Can Zam é uma estação da linha Linha 9 do Metro de Barcelona. Entrou em funcionamento em 2009. É o terminal da seção norte da L9.

## Facilidades
- escada rolante;
- acesso à telefone celular.

## Localização
- Santa Coloma de Gramanet;  Espanha,  Catalunha.